# アニメロティック
『アニメロティック』（英: ANIMEROTIC）は、HBCラジオで放送されている音楽番組のシリーズ。2024年10月より『アニメロティック 第3期』（-だいさんき）として放送されている。

## 概要
HBCラジオであまりかかる事のなかったアニメソングにスポットを当てた、HBCラジオ初のアニメソング専門番組。毎週一つのテーマに沿って、アニメソングを懐かしのものから最新のものまで幅広く取り上げる。また、稀に特撮ソングを取り上げる場合もある。2015年からは、リスナーから提案されたテーマも用いられている。2015年1月から2017年3月まではスピンオフ番組「アニメロティックNEO*」（アニメロティックネオ）も放送された。ドワンゴが運営するアニメ関係事業のブランド「アニメロ」とは関係はない。
2013年に年始特番「アニメロティック」（以下・無印）として2013年1月3日15:30 - 16:00に放送され、同年4月5日深夜より同名でレギュラー放送を開始。本番組の開始により、道内主要民放ラジオ4局全てでアニメソングを主に扱う番組が放送されることとなり、4局でのアニメソング体制は2018年3月のエフエム北海道（AIR-G'）「ANI-ON!」終了時まで維持されたほか、その後AIR-G'がアニメソング関連番組を断続的に行う形で2020年12月から2022年3月には「Dig link〜ディグリンク〜」、2023年4月から2024年4月には「風越星名 V*V avenue」、2025年4月には「WAKU WAKU」「花田実咲のG'Anime station」の放送により再度4局全てでの体制となっている。
他のアニメ関連ラジオと違い音楽にこだわり、テーマ曲のみならずマニアしか知らない劇中歌も拾い上げるディープな選曲を行うことが特徴的である。ただし扱うジャンルはかなり幅広い。通常は収録放送で無印時代は当初は金曜時代は水曜日、その後日曜時代は基本的に木曜日に収録されていた。2021年時点では水曜夕方までのメッセージ送信を推奨し、ゴールデンウィークや年末年始の直前には2週分のテーマを予告して募集する場合もあった。その後現行の第3期では毎週火曜の収録で事前に複数回の募集テーマを公表する形となっており、次回予告内で翌々週のテーマを合わせて発表する形となっている。
番組公式Twitter（X）アカウントでは主にその週の放送内容の案内とゲスト写真の掲載が行われている。2016年6月ごろまでは放送内容案内の投稿にてその週のテーマにちなんだポーズや扮装をしたMAYUの写真などが添えられており、扮装の小道具は番組ディレクターのメロディが色鉛筆持参で作っていた。
2021年4月より「アニメロティック 第2期」に改題・リニューアルし、番組ロゴは字体をそのままに当初のピンクから黄色を基調としたものに変更された。
2023年4月10日からは、HBCラジオ公式のSpotifyページにて番組選曲によるプレイリストを公開。同年4月2日以降の放送回毎にプレイリストを製作し配信可能な放送楽曲に加え放送に乗らなかったその週のテーマに沿ったアニメソングを集めた構成で、第2期終了まで放送翌週の月曜に公開されていた。
2024年10月より「アニメロティック 第3期」に改題・リニューアル、番組ロゴは薄紫を基調とした配色とした。これまで同様のテーマリクエストのほかアニメ・漫画などに関する物を中心とした通常メッセージの募集も行い、日曜深夜に再放送枠を設けた。

## パーソナリティ
番組内では「ナビゲーター」として呼称される。
- 第3期：佐藤舞[6]
  - 好きなアニメはホラー系・ギャグ系。

過去
- 無印時代：MAYU（2013年1月3日 - 2021年3月28日）
  - テーマ紹介時の天の声アニー先生からは「マユティック」と呼ばれた。
- 第2期：高橋咲希（HBCラジオトピッカーレポーター 2021年4月4日[7] - 2024年9月29日[8]）
  - 好きなアニメはアイドル系、好みのキャラクターは兄貴気質。

## 放送時間
現在の放送時間
- 2024年10月7日 -
  - 本放送：毎週月曜 23:00 - 24:00[6]
  - 再放送：毎週月曜 3:00 - 4:00（日曜深夜 27:00 - 28:00）[3]2024年10月14日 -

過去の放送時間
- 無印時代

2013年4月6日 - 10月4日：毎週土曜4:00 - 4:30（金曜深夜 28:00 - 28:30）
2013年10月7日 - 2014年3月24日
- 本放送:毎週月曜 0:30 - 1:00（日曜深夜 24:30 - 25:00）
- 再放送:毎週土曜 4:00 - 4:30（金曜深夜 28:00 - 28:30）2013年10月12日 - 2014年3月29日放送。
- 日曜深夜の放送が休止となる場合は、金曜深夜の再放送枠で代替の本放送を行い金曜枠での振替放送分の再放送はなし。

2014年3月31日 - 12月29日
- 本放送:毎週月曜 0:30 - 1:00（日曜深夜 24:30 - 25:00）
- 再放送:毎週日曜 2:30 - 3:00(土曜深夜26:30 - 27:00)2014年4月6日 - 2015年1月4日放送。
- 再放送では挨拶を早朝に合わせたものに差し替えていた。

2015年1月5日 - 2016年9月26日：毎週月曜 0:30 - 1:00（日曜深夜 24:30 - 25:00）
- 再放送分については「アニメロティックNEO*」再放送に変更。

2016年10月3日 - 2017年4月3日：毎週月曜0:00 - 0:30（日曜深夜 24:00 - 24:30）
2017年4月9日 - 2019年4月1日：毎週日曜1:00 - 2:00（土曜深夜 25:00 - 26:00）
- 「アニメロティックNEO*」を終了し、1時間枠に拡大したうえで番組を一本化。

2019年4月8日 - 2021年3月29日：毎週月曜0:00 - 1:00（日曜深夜 24:00 - 25:00）
- 第2期時代

2021年4月5日 - 2023年3月27日 月曜0:00 - 1:00（毎週日曜24:00 - 25:00）
2023年4月2日 - 2024年9月29日：毎週日曜23:30 - 24:30（月曜0:30）

## オープニング・エンディング
- 無印オープニングBGM：加藤達也「加速の屋根上」（境界線上のホライゾン ORIGINAL SOUND TRACK収録）
- 2期オープニングBGM：加藤達也「Exciting generation」（劇場版 Free!-Road to the World-夢 オリジナルサウンドトラック Forward Blue Waves収録）
- 3期オープニングBGM：加藤達也「hope of SEVEN」（TVアニメ『アイドリッシュセブン』オリジナルサウンドトラック SOUND OF RAiNBOW収録）
- エンディングでは、過去に主に以下のような挨拶が発せられていた。なお、エンディングでの告知内容が多い場合には省略されていた。
  - 金曜深夜放送(本放送2013年4月 - 9月・再放送2013年10月 - 2014年3月)
「それでは、ちょっと早い一日が始まるよーという皆さん、おはようございます。これから眠ろっかなあという皆さん、おやすみなさいませ。HBCラジオ・アニメロティック、ナビゲーターのMAYUでした。皆さん楽しい週末をお過ごしください。」
    - 早朝の放送のため、オープニングやゲストコメントの序盤には「おはこんばんは」と独特の挨拶フレーズが発せられていた。

  - 日曜深夜放送(本放送2013年10月 - 2014年12月)
「それでは、明日からお仕事、学校だーという皆さん、しっかり休んでまた明日から頑張りましょう！楽しい日曜日の夜をお過ごしの皆さんは、引き続きよい夜をお過ごしください。HBCラジオ・アニメロティック、ナビゲーターのMAYUでした。」
    - エンディング案内の最後には当初から2014年9月15日・12月15日に「この後1時からは、「ゆかりの今夜もゲームオーバー?」です。」、2015年1月4日以降には「この後1時からは、「アニメロティックNEO*」です。引き続きお付き合いよろしくお願いします」とクロスプログラム案内が行われた。

  - 土曜深夜放送（再放送2014年4月 - 2015年1月3日）
「さあ日付も変わって日曜日になりましたけれども、明日もお仕事だよという皆さんは、お疲れ様です。お休みの皆さんは、楽しい一日になりますように。HBCラジオ・アニメロティック、ナビゲーターのMAYUでした。皆さん楽しい週末をお過ごしください。」
    - 2014年5月24日深夜の放送からは、オープニングで前座番組「北乃カムイのもにょもにょラジオ!（適当）」から繋げる形で「カムラジの後は、アニメロティックをお送りします」というフレーズが発せられ、11月9日深夜の放送からは北乃カムイの口癖に合わせてフレーズの最後が「お送りするにゃ」に変更されて発せられた。

  - 日曜深夜放送
    - 2021年3月の無印時代末期時点では「HBCラジオ・アニメロティック、ナビゲーターのMAYUでした。それでは皆さんまた来週元気にお会いしましょう、さようなら」と発された。
    - 2021年4月の第2期では高橋が「（それではまた）一週間、頑張っていきましょう、またね」と発している。

## 番組進行
| 通常放送時                                         | ゲストパート付き時             |
| -------------------------------------------------- | ------------------------------ |
| オープニング                                       |                                |
| 1曲放送                                            |                                |
| テーマ紹介                                         |                                |
| 1-2曲放送                                          |                                |
| メッセージ紹介前半                                 |                                |
| 2-3曲放送                                          |                                |
| アニメロジュークボックス（1曲）                    |                                |
| 1-2曲放送                                          |                                |
| メッセージ紹介後半                                 |                                |
| 2-3曲放送                                          |                                |
| さきがたり                                         | さきがたり                     |
| さきがたり                                         | ゲストパート （ゲスト毎に1曲） |
| アニメロティックインフォメーション （新譜楽曲1曲） |                                |
| 次回予告                                           |                                |

## 現在のコーナー
- テーマ紹介
  - テーマとなった人物のプロフィールやシリーズ作品のあらすじなど、その週のテーマの概説を紹介する。コーナーBGMには「劇場版 銀魂 完結篇 万事屋よ永遠なれ オリジナル・サウンドトラック」からAudio Highs「よい子のみんなはよーく聞いてね!」が流れる。BGMについては無印時代は「銀魂 オリジナル・サウンドトラック4」より「エリザベス はじめてのおつかい」、第2期では「おそ松さん オリジナルサウンドトラック」から橋本由香利「松野家」を用いていた。
  - 無印時代では「天の声」こと「アニー先生」が概説を述べ、その中でMAYUが短くコメントを発する形で進行され、代表作紹介に移る前にはアニー先生からテーマに関係する思い出の作品が語られる場合もあった。また解説後はMAYUがテーマに関する作品から代表的なものをピックアップして紹介し、各作品紹介時には挙げられた作品の楽曲がBGMで流れる。1曲目に流された楽曲の作品が歴代作品紹介時に挙げられる際には1曲目とは別の同作品楽曲がBGMで流れる場合もあった。
  - 無印時代の作品紹介では基本的に古いものから順に作品放送・公開年とタイトルが述べられたが、テーマの性質によってはシリーズ作品の場合は各作品ごとのあらすじや特徴、声優の場合には演じたキャラクター名、キャラクターの特徴の場合には該当する特徴のあるキャラクター名といったように作品名の後に詳細の紹介を付け加える場合もあり、漫画雑誌がテーマの際にはアニメ版の放送・公開年の代わりにアニメ化作品の原作連載開始年が述べられる場合もあった。
- アニメロ ジュークボックス
  - 印象に残るBGM・挿入歌・キャラクターソング等、その週のテーマに沿った普段なかなか聞くことの出来ない曲を取り上げる。楽曲の前には作品や楽曲の解説を行い、2016年中盤までは楽曲の後にMAYUが簡単な感想を発していた。また、リスナーからのリクエストを採用した場合は作品楽曲解説の前にリクエストメッセージが紹介される。BGMには「ペルソナ 〜トリニティ・ソウル〜 オリジナル・サウンドトラック」より岩崎琢「燃える漢の魂」が流れる。
  - その他、歌手がテーマの週でテーマ歌手本人からのコメントがある際にこのコーナーで本人コメントが放送される場合や、スタジオゲストがある際にゲストからのリクエスト楽曲がこのコーナーで放送される場合がある。
- メッセージ紹介
  - リスナーからのテーマに関するメッセージを紹介する。メッセージと合わせてナビゲーターからもテーマに関係する思い出が語られる場合がある。30分時代は後半、1時間化後は前半・後半に分けて実施。BGMには「血界戦線 オリジナル・サウンドトラック」岩崎太整「Keep On The Sunny Side」が流れる。
  - 無印時代のコーナーBGMには基本的に境界線上のホライゾン ORIGINAL SOUND TRACKより「君のペースで」が流れ、この他初期にはテーマに関連する楽曲が流される場合もあった。その後第2期では「キャロル&チューズデイ オリジナル・サウンドトラック」よりMocky「Warm Groove」を用いた。
- アニメロティック インフォメーション
  - アニメ・アニソン関連の情報を紹介する。主に放送週内に発売された新譜楽曲を1曲紹介し、新譜楽曲のリクエストも受け付ける。なお、ゲストインタビュー時にはゲスト楽曲をエンディングに放送し行われない場合がある。
  - 2016年度までは基本的に放送週内に発売されたアニソン・特撮の新譜CDタイトルが3作紹介され、その中から一曲をエンディング曲として放送した。また四半期序盤前後の放送では北海道内の地上波テレビ局で放送される最新クールの主な新作テレビアニメの情報がHBCテレビ以外で放送される作品も含めて紹介される場合があった。日曜から土曜の順で曜日毎に放送開始日・放送時刻・作品名の組み合わせで作品情報が順々に述べられ、最後に紹介された作品の放送局情報が述べられた後主に紹介作品の中から関連楽曲を1曲放送した。
  - 2014年12月まではゲストコメントがある際にはインフォメーションコーナーは行われず、コメントの後ゲストの楽曲がエンディングに放送されていた。
- まいとーく
  - ナビゲーター佐藤がその週のテーマに関連した話題を中心に、アニメ・漫画・ゲーム関連の話題で見聞きし感じた事を語る。BGMには「キャロル&チューズデイ オリジナル・サウンドトラック」よりMocky「MIDNIGHT RAMBLER」が流される。ゲストインタビューについても本コーナーで行われるが、コメントゲストが複数ある際には行われない場合がある。第2期開始の2021年4月4日から「さきがたり」として開始、番組ホームページでは毎週の放送後記記事にて出張版としてその週のトークの余録が掲載されていた[11]。また2023年8月27日放送ではリスナーから語ってほしいテーマの募集も案内され同年10月29日放送ではリスナーからの質問に答える形で実施された。その後第3期で現コーナー名に改題。
- ふつうのおたより
  - 番組の感想、ナビゲーターへの質問や疑問、イベントの感想など週毎のテーマに関連しないアニメ・マンガ関係を中心としたメッセージを紹介する。第3期時代の2024年10月14日から開始。BGMには「宇宙よりも遠い場所 オリジナルサウンドトラック」より藤澤慶昌「まあなんとかなるんじゃない?」が流される。

過去のコーナー
- アニメロ アニバーサリー
  - 放送日と同日が誕生日となるアニメ・ゲームのキャラクターを取り上げ、キャラクターの誕生日を祝う番組終盤の不定期企画。2017年4月8日開始。誕生日キャラクターのプロフィールとリスナーからのメッセージが寄せられた場合はそれを紹介した後「それでは一緒にお祝いしましょう、ハッピーバースデー」のコメントの後キャラクターの関連楽曲を流す。
  - 実施される場合は前週に対象の誕生日である放送日とともに告知され、ゲストインタビューや複数のゲストコメントが放送される週には行われない。2020年5月3日放送にてメッセージ募集の休止が発表され、その後ヒューマンアカデミー札幌校声優専攻生徒インタビューが終盤のメインとなり実質的に消滅となった。
- ヒューマンアカデミー札幌校声優専攻生徒インタビュー（正式コーナー名なし）
  - 総合学院ヒューマンアカデミー札幌校からパフォーミングアーツカレッジ声優専攻の生徒がスタジオにゲスト出演し、同校の学校案内とともにMAYUと学校生活やアニメに関するトークを行う。2020年4月19日開始、2021年3月21日終了。年度上半期は2年生1名、下半期は1年生2名が主にゲスト出演しており下半期の1年生徒全員の出演終了後は2年が1年と同様の形式でのトークを行う。
  - 前半はヒューマンアカデミー内での授業に関する事を主に語り、後半はゲスト生徒による自己PRトークを行い2年生は1分間の持ち時間で自身をアピールするスピーチと好きな1曲の曲紹介を行った後生徒の選曲した好きな曲を流しMAYUが生徒にインタビューの感想を聞きコーナーを締め、1年生はそれぞれが好きなアニメ・漫画の名台詞を1つ発した後作品やセリフへの思いを述べる。また学校案内については上半期はゲスト生徒、下半期はMAYUが述べる形としていた。
- アニメロ レコメンド
  - その週のテーマに沿ったお勧めの名シーン・名台詞・楽曲の歌詞をアニメ初心者の高橋に教える形で理由を添えて募集し毎回1通を紹介する不定期企画。2021年4月4日開始。ゲストパートがある際には行われない。2021年7月以降休止状態となり消滅。

## 放送リスト
テーマ部の【TR】はリスナー発案によるテーマを採用した「テーマリクエスト」を行った放送回、カッコ内は複数回実施されたテーマの実施回数。

### 2019年 - 2021年
第2期時代

### 2022年 - 2024年
第3期

### 2025年 -
| 放送日  | テーマ                                     | まいとーく                                    | その他主な内容                                                                        |
| ------- | ------------------------------------------ | --------------------------------------------- | ------------------------------------------------------------------------------------- |
| 1月6日  | 大声で歌いたいアニソン                     | 林檎もぎれビーム! 恋は渾沌の隷也              | LiSA、遠藤正明（Buzzed Monkey） ゲストコメント                                        |
| 1月13日 | 声優 内田真礼（3）                         | ギミー!レボリューション                       | -                                                                                     |
| 1月20日 | 緑色の髪のキャラクター                     | 導師イオン（テイルズ オブ ジ アビス）         | -                                                                                     |
| 1月27日 | 機動戦士ガンダムシリーズ                   | 機動戦士Gundam GQuuuuuuX -Beginning-          | -                                                                                     |
| 2月3日  | 叫んでみたいアニメ・漫画の必殺技           | 芥川龍之介「羅生門」 （文豪ストレイドッグス） | -                                                                                     |
| 2月10日 | ゲームが原作のアニメ作品                   | 殺戮の天使                                    | 山崎エリイ、鈴木愛奈 ゲストコメント                                                   |
| 2月17日 | 花や草の名前がタイトルに入っているアニソン | 桜キッス（桜蘭高校ホスト部）                  | ラックライフゲストコメント                                                            |
| 2月24日 | 声優 平田広明（2）                         | 民谷伊右衛門（怪 〜ayakashi〜）               | キミのね、yama ゲストコメント                                                         |
| 3月3日  | アニメの天才キャラ                         | 好きな天才キャラのイメージ はかせ（日常）     | ReoNaインタビュー                                                                     |
| 3月10日 | 名前が「さとう」のアニメキャラ             | 佐藤潤（WORKING!!）                           | -                                                                                     |
| 3月17日 | アニメに出てくる警察官                     | 因幡洋（キューティクル探偵因幡）              | -                                                                                     |
| 3月24日 | アニメ制作会社 スタジオディーン            | 伊藤潤二『コレクション』                      | 水樹奈々、前田佳織里 ゲストコメント                                                   |
| 3月31日 | きただにひろし（2）                        | -                                             | きただにひろしインタビュー                                                            |
| 4月7日  | 1989年放送開始のアニメ                     | 笑ゥせぇるすまん                              | 内田雄馬ゲストコメント                                                                |
| 4月14日 | 声優 木村昴                                | 映画 ヒプノシスマイク -Division Rap Battle-   | -                                                                                     |
| 4月21日 | 師匠キャラクター                           | 霊幻新隆（モブサイコ100）                     | -                                                                                     |
| 4月28日 | アニメに出てくる動物                       | -                                             | - 映画 「たべっ子どうぶつTHE MOVIE」 作品紹介・グッズプレゼント - seizaゲストコメント |
| 5月5日  | 佐藤舞が曲紹介したいアニソン               | -                                             | -                                                                                     |
| 5月12日 | 世界名作劇場（3）                          | ロミオの青い空                                | とたインタビュー                                                                      |
| 5月19日 | 声優 緑川光                                | キミとフィットボクシング                      | ReoNaゲストコメント                                                                   |
| 5月26日 | マントを付けているアニメキャラ             | ドラルク（吸血鬼すぐ死ぬ）                    | -                                                                                     |
| 6月2日  | 魔女（2）                                  | ギュービッド（黒魔女さんが通る!!）            | Liella!ゲストコメント                                                                 |
| 6月9日  | アニメに出てくるお父さん                   | 後藤可久士（かくしごと）                      | -                                                                                     |
| 6月16日 | 川田まみ（2）                              | masterpiece                                   | -                                                                                     |
| 6月23日 | 茶髪のアニメキャラクター                   | 一色黎明（妖怪アパートの幽雅な日常）          | -                                                                                     |
| 6月30日 | 今年2025年上半期のアニメ作品               | 増田こうすけ劇場 ギャグマンガ日和GO           | 加藤和樹・岡咲美保ゲストコメント                                                      |
| 7月7日  | CLAMP                                      | 「CLAMP展-SELECTION-」札幌開催レポート        | -                                                                                     |
| 7月14日 | 文化部系部活動アニメ                       | -                                             | -                                                                                     |
| 7月21日 | 鬼滅の刃                                   |                                               |                                                                                       |
| 7月28日 | 7月生まれのアニメキャラクター              |                                               |                                                                                       |

## 特別企画
- 正月スペシャル放送(2014年 - 2017年 1月1日)

2014年「お正月だよ!アニメロティック5時間アニソンスペシャル!」
- 12:00 - 17:00まで「好きなアニメ、漫画は何ですか？」をテーマに生放送を行う正月特番。
- アニメ関連メッセージ紹介や通常のアニソンリクエスト曲放送以外の主な内容は以下の通り。
  - 12時台:番組概要紹介、コープさっぽろソシア店からのトピッカー中継
  - 13時台:藍井エイルゲストコメント、アニメロティック通常放送の振り返り、トピッカーパーソナリティ下坂真沙美・中田有香スタジオゲスト出演
  - 14時台:特撮好きHBC船越ゆかりアナウンサーと共に特撮番組関連のメッセージやリクエストを紹介「特撮ティック」
  - 15時台:北乃カムイ公認コスプレイヤーshihoスタジオゲスト出演、Angelaゲストコメント
  - 16時台:ぽこたゲストコメント

- 12:50-13:00は『ミュージックスクランブル』、13:50-14:00は『ドライバーズリクエスト』のため中断。HBCニュース・道路情報・天気予報は14:30・16:30頃に挿入。

2015年「お正月だよ!アニメロティック5時間アニソンスペシャル!」
- 12:00 - 17:00まで放送。1時間毎にパートを分けテーマを変えながらメッセージを募集し、番組内でのメッセージ宛先案内ジングルではジングルの最後に時間ごとのテーマに因んだMAYUの一言が最後に入れられた。
- 時間別のテーマとメッセージ紹介・リクエスト曲放送以外の内容、宛先ジングルでのMAYUのテーマごとのコメントは以下のとおり。
  - 12時台:テーマ：フリー コープさっぽろソシア店からのトピッカー中継
  - 13時台:テーマ：スポーツアニメ（モータースポーツ作品も含む） 宛先ジングルコメント「だって、女の子だもん」
  - 14時台:テーマ：特撮ティック・仮面ライダー 宛先ジングルコメント「トウッ!」
  - 15時台:テーマ：魔法少女アニメ やなぎなぎゲストコメント、北乃カムイスタジオゲスト出演 宛先ジングルコメント「僕と契約して魔法少女になってよ」
  - 16時台:テーマ：ロボットアニメ 堰八紗也佳スタジオゲスト出演 宛先ジングルコメント「ゼーット!」

- 12:50-13:00は『ミュージックスクランブル』、13:50-14:00は『ドライバーズ・リクエスト』のため中断。HBCニュース・道路・天気情報は14:30・16:30頃に挿入され、16:30のニュース道路天気情報後には両時間帯でニュース等を担当した堰八紗也佳アナウンサーがスタジオ出演しロボットアニメのテーマトークを行った。

2016年「アニメロティック3時間生放送 新春アニソンスペシャル」
- これまでの日中放送と異なり、21:00 - 24:00放送。メッセージテーマは2015年12月6日からリスナー募集し、12月27日放送で1時間毎に分けた3つのテーマが発表された。時間別のテーマは以下のとおり。
  - 21時台：まんがタイムきららシリーズ（姉妹誌を含む）
  - 22時台：影山ヒロノブ（作品はアニメ・特撮を問わない）22:30頃にHBCニュース・道路・天気情報を挿入、終了後ニュース等を担当した矢萩尚太郎アナウンサーがゲスト出演し好きなアニメマンガについてのトークを行った。
  - 23時台：マクロスシリーズ

2017年「アニメロティック 新春SP」
- 「2016年に放送されたアニメの印象的なセリフ」をテーマに設定し、アニメロティックNEO*を休止して24:00 - 24:50の50分放送。これまでの新春SPと異なり収録放送。

- 改編期特別企画
  - 毎年春改編直前の時期に行われた特別企画。

「ゲームからアニメ化されたRPG作品」特集(2014年3月30日)
- 「ゆかりの今夜もゲームオーバー?」とのコラボレーションとして、HBC船越ゆかりアナウンサーをゲストに迎え実施した特別企画。船越とのトークを交えながら番組を実施。また、同日の今夜もゲームオーバーにもMAYUがゲスト出演した。

「新生活応援企画!聴いたら頑張れるアニソン」特集(2015年3月29日)
- 新年度の新生活を送る人へ向けてリスナーリクエストで頑張れるメッセージ性のあるアニメソングを特集した特別企画。「アニメロジュークボックス」ではMAYUの選曲した頑張れるアニソンが放送された。

「あなたの好きなアニソンバラード」特集(2016年3月27日)
- リスナーリクエストでリクエストメッセージとともにバラード調のアニメソングを特集した特別企画。「アニメロジュークボックス」ではMAYUの選曲した頑張れるアニソンが放送された。

「今聴きたいアニソンリクエスト」特集（2020年3月29日）
- 特定のテーマを設けない特別編として、ジャンルを問わない1人1曲までの今聞きたいアニメソングのリクエストを募集・紹介する。

- 「きたまえ↑サミット」特集(2014年7月20日・27日)
  - 「きたまえ↑ 札幌☆マンガ・アニメフェスティバル」に向けての道内民放ラジオ4局合同企画「きたまえ↑サミット2014」の一環としてSTVラジオ「藤井孝太郎のログイン!よる☆PA」の藤井孝太郎、FM NORTH WAVE「Anison-R 〜マンガ・アニメ研究部〜」の片岡香澄、AIR-G'「ANI-ON!」の前田幸をゲストに迎えて行う特別企画。2014年7月20日深夜に前編、27日深夜に後編を放送。
  - 前編7月20日は「過去のアニメロティックのテーマで気になるものは何ですか？」のテーマを設定しゲストパーソナリティ3名それぞれが過去放送のテーマから1つを選びそれに関するトークをし、関連楽曲を1曲ずつ放送した。
  - 後編7月27日は前半に野外アニソンライブ「アニフォレ」での司会進行実施に関係して「きたまえ↑のステージに上がる時の自分の登場曲は?」のテーマでゲストパーソナリティ3名が1曲ずつ選曲しそれに関するトークを行い、後半はきたまえ本編の話題を掘り下げる形で2014年8月8日開催のエキシビションイベント「きたまえ↑in TAKIKAWA」の情報や、きたまえ当日のパーソナリティ4名でのコスプレやラジオ4局合同ブースに関してのリスナーからのアイデアを紹介した。
- 「北海道出身の男性漫画家作品」特集(2014年11月30日)
  - HBCラジオのスペシャルウィーク「2014冬の大感謝週間 ガッチャンコウィーク」の一環として、北乃カムイをゲストに迎えてカムイとのトークを交えながら番組を実施。「アニメロジュークボックス」ではカムイのリクエストが選曲されたり、現金128万7千円プレゼントのキーワード発表や北乃カムイグッズのリスナープレゼントが行われた。土曜深夜再放送ではオープニングでのMAYUと北乃カムイのやりとりを前座番組「北乃カムイのもにょもにょラジオ!（適当）」から繋げる形の内容に差し替え、現金128万7千円プレゼントのキーワード発表も本放送とは別のものが発表された。
- 「元気の出るアニソンリクエスト」特集(2016年5月8日)
  - ゴールデンウィーク最終日のため、元気の出るアニメソングのリクエストを募集しリクエストメッセージとともに取り上げる特別企画。
- 谷藤博美アナウンサーとの二次元オタトーク（2019年7月21日）
  - 参議院選挙特番に伴う30分間の短縮放送で、通常のコーナーを休止しアニメやコスプレを好むHBC谷藤博美アナウンサーをゲストに迎えてリスナーからの質問を交えながらのゲストトークを行う。
- 雪まつりスペシャル（2023年2月5日）
  - さっぽろ雪まつり大通会場7丁目HBC広場での公開録音イベントの模様を中心に、僕のヒーローアカデミアシリーズの楽曲を取り上げるスペシャル放送。公録ゲスト山下大輝サイン入りグッズプレゼントも行われた。
- 年末スペシャル（2023年12月28日）
  - 年末年始編成に伴う特別放送として13:30 - 14:30に「東映アニメーション80年代・90年代作品」をテーマに実施。
- 「佐藤舞が曲紹介したいアニソン」特集（2025年5月5日）
  - 野球中継に伴う30分の短縮放送で、リスナーリクエストを受け付けずパーソナリティ佐藤の選曲を取り上げる特別企画。

## アニメロティックNEO*
新旧問わず一つのテーマに沿ってアニメソングを扱うアニメロティック本編と異なり、2次元から2.5次元の「新しい」にスポットを当てるスピンオフ番組。アニメ・マンガ・ゲーム・特撮等の最新情報を紹介し、アニメソング・ゲームソング・特撮ソングを扱う。2015年1月4日から放送、2017年4月2日をもって終了した。以降のサブカルチャー関連情報はアニメロティック本編内で不定期に挿入されている。
従来アニメロティック本編終盤で行われたゲストコメントはこの番組に移管され、番組全編を通してのゲストインタビューも行われた。

### 放送時間
本放送
- 2015年1月5日 - 2016年9月26日：毎週月曜 1:00 - 1:20（日曜深夜 25:00 - 25:20）
- 2016年10月3日 - 2017年4月3日：毎週月曜 0:30 - 0:50（日曜深夜 24:30 - 24:50）

再放送
- 2015年1月11日 - 3月29日：毎週日曜 2:40 - 3:00（土曜深夜 26:40 - 27:00）
- 2015年4月5日 - 2017年4月2日：毎週日曜 1:40 - 2:00（土曜深夜 25:40 - 26:00）
- 日曜深夜の放送が休止となる場合は、土曜深夜の再放送枠で代替の本放送を行い再放送はなし。

### オープニング・エンディング
- オープニング・エンディングBGM：永田太郎（マニュアル・オブ・エラーズ）「はしゃぐ男子たち」（「まじもじるるも」オリジナル・サウンドトラックより）[19]
  - 再放送のオープニングでは、前年のアニメロティック本編再放送同様前座番組の「北乃カムイのもにょもにょラジオ!（適当）」に引き続く形で「カムラジのあとは、アニメロティックNEO*。お相手はMAYUだにゃ」のフレーズが発せられ、番組概要アナウンスの後本放送日の情報が発せられる。また、2015年3月14日放送以降の再放送では「北乃カムイのもにょもにょラジオ!（適当）」番組内でMAYUに「棒読亭桜でんぶ」の別名が付けられたのを受けて「お相手は、棒読亭桜でんぶ・略して棒読亭でんぶです。よろしくにゃ」と別名を名乗った。

### 番組進行
- オープニング
- 1曲目（主に前番組アニメロティックの「アニメロティックインフォメーション」で紹介された新曲）
- アニメロニュース
- 2曲目（アニメロニュースで取り上げられた話題に関する楽曲）
- 週替りコンテンツ
- 3曲目（週替りコンテンツで取り上げられた話題に関する楽曲、コメントゲストの楽曲）
- エンディング
- 4曲目（次週アニメロティック本編のテーマに関する楽曲）

### 主なコーナー
- アニメロニュース
  - その週に気になった2次元・2.5次元のニュースを毎回3つピックアップして紹介する。最新のニュースとその感想のメッセージはリスナーから募集し不定期に感想メッセージも挟まれた。コーナーの最後には取り上げられた話題に関連した楽曲が1曲放送される。コーナーBGMには境界線上のホライゾン ORIGINAL SOUND TRACKより「神も魔物もただ走る」が流れる。
  - ゲストインタビューまたは複数のゲストコメントが放送される際には本コーナーは行われない。

## ゲスト

### アニメロティック
2024年
第2期
- 1月7日 鈴木愛奈[67]
- 6月23日 藤本侑里・福嶋晴菜[68]
- 7月7日 ASCA[69]
- 8月30日 山田尚子[70]
- 9月15日 ナナヲアカリ[71]

第3期
- 10月7日 長井龍雪[72]

## ゲストコメント
- 2014年度までのアニメロティック本編でのゲストコメントでは、ゲストからPRメッセージとともにその週のテーマに関する話題が語られるのが慣例となっていた。
- 2015年から2016年度にかけてはコメント放送はアニメロティック本編からNEOへ移管され、テーマトークは番組が用意した1960年代から現代にかけてのコメント放送月と同月に過去放送されたアニメ・特撮、発売されたゲームのリストからゲストが気になった作品についての話題が語られる。放送月と同月の過去作品のトークはアニメロNEOでのゲストインタビューでも行われ、2017年度のアニメロティック本編への番組一本化後も放送同月作品トークが継続されている。
- 2014年春から同年末まで「アニメロティック」ゲストコメント後の楽曲では、稀に日曜本放送と土曜再放送で違うものを放送する場合があった。

### アニメロティック
2024年
- 1月21日 水樹奈々、ReoNa[307]
- 1月28日 中田花奈[308]
- 2月11日 亜咲花、そこに鳴る[309]
- 2月18日 イヤホンズ、May'n[310]
- 2月25日 MindaRyn[311]
- 3月3日 ヨシダタクミ（saji）[312]
- 3月10日 相田詩音（ARCANA PROJECT）[313]
- 3月31日 きただにひろし（JAM Project）、蒼井翔太[314]
- 4月14日 LiSA、ナノ[315]
- 4月21日 笹倉かな[316]
- 4月28日 岡咲美保[317]
- 5月5日 つむぎしゃち・大谷舞（キミのね）[318]
- 5月12日 中島怜、なすお☆[319]
- 5月19日 カノエラナ、ASOBI同盟[320]
- 5月26日 佐々木李子、シユイ[321]
- 6月9日 Aimer、愛美[322]
- 6月16日 古川慎、山北早紀（i☆Ris）[323]
- 6月30日 CHiCO、ピノキオピー[324]
- 7月14日 堀江由衣、LiSA[325]
- 7月21日 PON（ラックライフ）[326]
- 7月28日 上坂すみれ[327]
- 8月4日 伊東歌詞太郎、春奈るな[328]
- 8月11日 森口博子、ASOBI同盟[329]
- 8月18日 水瀬いのり、ぼっちぼろまる[330]
- 9月1日 千葉翔也、小林愛香[331]
- 9月8日 Aimer、七海ひろき[332]
- 9月22日 山崎エリイ[333]、佐藤舞（アニメロティックインフォメーション内、番組第3期PRコメント）

## イベント
- 雪まつりスペシャル
さっぽろ雪まつりに連動して、HBCが担当する大通公園7丁目に設置された雪像に関係する作品の声優をゲストに迎えて公開録音ステージを行う。
  - 2022年（中止）[361]
「呪術廻戦」中雪像に連動し、2月6日にサッポロファクトリーアトリウムにて榎木淳弥をゲストに迎え公開録音を行うことを2022年1月16日放送にて発表、立見での自由観覧の他前方のスペシャル席30名を1月23日深夜の放送終了まで受付の事前応募制で招待としリスナーからの質問も受け付けていた。公録の模様は開催当日深夜のアニメロティックにて放送予定とされたが、その後1月19日に新型コロナウイルス感染拡大に伴い雪まつりの大通公園開催が中止となったことを受け、大勢の観客を交えての観覧が困難と判断され中止となった[362]。なお2月6日放送分は通常放送を予定したが、高橋の新型コロナウイルス感染に伴い休止となっている。
  - 2023年[363]
「僕のヒーローアカデミア」中雪像に連動し、2月5日に大通公園7丁目HBC広場大雪像ステージにて山下大輝をゲストに迎え公開録音を開催。2022年12月18日放送にて発表しリスナーからの質問募集も行い、公録の模様は同日深夜の本番組で放送。

協賛イベント
- きたまえ↑ 札幌☆マンガ・アニメフェスティバル 2014年開催（2014年9月14日 - 15日）

イベントに協力する道内民放ラジオ4局による合同企画「きたまえ↑サミット2014」のHBC代表番組として参加。番組でのきたまえサミット企画の放送のほか、アートホールでの各番組のパネル展示や14日アリーナステージイベント、15日の野外ステージでのアニメソングライブ「アニフォレ」でのアシスタントや番組PRにMAYUが出演。
- キタラジプレゼンツ!アニラジ コラボスペシャル!（2015年11月23日）

NHK・民放連共同ラジオキャンペーン in 北海道 「キタラジ」の一環として行われたイベント「キタラジ!フェスティバル in サッポロファクトリー」にて道内主要民放4局のアニメソング番組のPRステージとアニソンイントロクイズ大会を展開、HBC代表として本番組のPRでMAYUが出演。

## 放送休止・時間変更
アニメロティック
- 2013年11月17日 放送施設工事に伴い0:30 - 1:00に「水野浩二のアジアステーション」を放送のため休止。
- 2013年11月24日 11月17日放送休止分の代替として金曜再放送枠で本放送を繰り下げ実施。
- 2014年2月28日 放送施設工事のため2月23日分の再放送を休止、繰り下げ放送なし。
- 2014年3月2日 放送施設工事のため休止。
- 2014年3月7日 3月2日放送休止分の代替として土曜再放送枠で本放送を繰り下げ実施。
- 2014年12月14日 第47回衆院選選挙特番「JRN総選挙スペシャル2014～私達は何を選んだのか～」放送のため26:00 - 26:30に放送。
- 2016年7月10日 第24回参院選特番「JRN参院選スペシャル2016～この国はどこへ向かうのか?」（22:00 - 24:00）放送のため25:30 - 26:00に放送[364][365]。
- 2019年7月21日 第25回参院選特番「JRN開票特別番組 参院選2019～有権者が選んだ未来は」（21:00 - 24:00[366]）放送のため24:30 - 25:00の短縮放送[51]。
- 2020年9月20日 新社屋移転工事のため休止[367][368]。

アニメロティック 第2期
- 2021年10月31日 第49回衆院選特番「JRN・TBSラジオ報道特別番組 総選挙開票スペシャル2021～自公政権への信任か? 野党共闘への期待か? それとも・・・有権者の選んだ未来は」放送のため26:30 - 27:30に放送。
- 2022年1月30日・2月6日 パーソナリティ高橋の新型コロナウイルス感染の為休止。24:00 - 30は「BACKSTAGE PASS」、24:30 - 25:00は「ティーンリスナー獲得プログラム!ワンチャンレディオ」の各再放送に差し替えた[369]。当初高橋の体調不良による休止としたが[370]、その後1月31日に新型コロナウイルス陽性を公表し休止を延長した[371][372]。その後2月13日放送から再開することが発表され[373]、当初1月30日予定のテーマリクエスト・ゲストコメントを13日放送にて繰り下げ実施。
- 2022年7月10日 第26回参院選特番「JRN・TBSラジオ報道特別番組 開票ライブ!参院選2022」放送のため休止。
- 2023年12月31日 「セイコーマートpresents ラジ魂年越しパーティー!～ラビドラ～」（22:00 - 翌1:00）放送のため休止、代替として12月28日13:30 - 14:30に年末スペシャルを放送。

アニメロティック 第3期
- 2024年10月21日 「音楽速達便」（23:30 - 24:00）特別放送のため23:00 - 23:30の短縮放送[374]。
- 2025年5月5日 「HBCファイターズナイター オリックスvs日本ハム」放送による「音楽速達便」（23:30 - 24:00）特別放送のため23:00 - 23:30の短縮放送[375]。
- 2025年5月5日 「HBCファイターズナイター 西武vs日本ハム」放送による「音楽速達便」（23:30 - 24:00）特別放送のため23:00 - 23:30の短縮放送。

アニメロティックNEO*
- 2015年2月15日 マスター工事のため休止。
- 2015年2月21日 2月15日放送休止分の代替として土曜再放送枠で本放送を繰り下げ実施。
- 2016年7月10日 「JRN参院選スペシャル2016～この国はどこへ向かうか?」（22:00 - 24:00）のため26:00 - 26:20に放送[364][376]。
- 2016年10月29日 北海道日本ハムファイターズ日本シリーズ優勝記念特番「おめでとう!日本一!ファイターズ!」のため10月23日分の再放送を休止[377][378]。
- 2016年12月31日 「北乃カムイのもにょもにょラジオ!（適当）新春スペシャル」（25:00 - 26:00）のため再放送休止[379]、2016年12月25日放送分は2017年1月7日に再放送[380]。
- 2017年1月1日 「アニメロティック新春SP」のため休止[18][380]。
- 2017年3月25日 HBC開局65周年特番「HBCラジオスペシャル おいしいラジオ!!」のため再放送休止。